# Iomoides hispidus
Iomoides hispidus är en mångfotingart som beskrevs av Loomis 1934. Iomoides hispidus ingår i släktet Iomoides och familjen fingerdubbelfotingar. Inga underarter finns listade i Catalogue of Life.